# Kubota M5
Der Kubota M5 ist ein Standardschlepper mit Allradantrieb der M-Serie des Herstellers Kubota. Die seit 2016 produzierte Baureihe wird von einem Kubota-Vierzylinder-Dieselmotor angetrieben und mittlerweile in der zweiten Generation hergestellt. Der M5 ist dem mittleren Maschinensegment der Allrad-Traktoren zuzuordnen.

## Modellübersicht
Der M5 wird als Universalschlepper vor allem für Hof, Grünland und Ackerflächen genutzt. Außerdem kann er mit einem Schneepflug ausgestattet auch im Winterdienst eingesetzt werden. Kubota M5 umfasst die M5001-Baureihe und die M5002-Baureihe. Die Modelle sind mit und ohne Kabine (ROPS-Modelle) erhältlich.
2016 trat die M5001-Serie mit den beiden Modellen M5091 und M5111 die Nachfolge der Modelle M8560 und M9960 an. Sie wurden von Kubota komplett in Japan gebaut. Diese Serie wurde bis 2020 produziert. Mit der M5001-Baureihe ergänzte Kubota die M-Serie, die mit den Modellen der M7001-Baureihe für das Segment von 130 bis 170 PS begann. 2021 wurde die M5002-Serie als Nachfolger der M5001-Serie eingeführt. Die Baureihe besteht aus zwei Traktoren, die wie die Vorgängermodelle mit Kabine sowie ohne Kabine (ROPS) zur Verfügung stehen.
Neben den beiden Baureihen gibt es die durch die Zusatzbezeichnung Narrow klassifizierte Sonderreihe M5N. Es sind Schmalspurtraktoren, die jedoch nicht zur M5-Serie gehören. Sie wurden für eine Vielzahl von Spezialanwendungen entwickelt, unter anderem für Arbeiten in Weinbergen und Obstplantagen sowie für kommunale Einsätze.

### Leistungsübersicht über die M5001-Baureihe und M5002-Baureihe
|                                     | M5091 | M5111  | M5092 | M5112  |
| ----------------------------------- | ----- | ------ | ----- | ------ |
| Maximale Leistung kW/PS (ECE R 120) | 71/95 | 84/113 | 71/96 | 84/115 |

## Technik
Der M5 ist eine Baureihe aus dem mittleren Maschinensegment der Allrad-Traktoren mit Kubota-Vierzylinder-Dieselmotor. 

### M5001-Baureihe
Die Baureihe umfasst die zwei Modelle M5091 und M5111. Neben dem neuen Haubendesign wurde in der M5001-Reihe im Vergleich zu den Vorgängermodellen das Fahrerhaus neu eingerichtet, welches unter anderem 18 cm breiter wurde. Neu war auch die Abgasnachbehandlung aus Abgasrückführung, Diesel-Oxidations-Katalysator, Diesel-Partikel-Filter (DPF) und SCR-Katalysator, die für die Einhaltung der Abgasnorm EU Stufe IV/Tier 4 sorgen. Zusätzlich wurden neben dem 105 l großen Dieseltank noch ein 12-l-AdBlue-Tank hinzugefügt. An dem Motor und weiterer Technik hatte sich wenig geändert.
Die Nennleistung des M5091 liegt bei 71/95 kW/PS, die des M5111 bei 84/113 kW/PS. Der M5111 ist dem M5091 bis auf die Leistung weitgehend baugleich. Angetrieben werden die Fahrzeuge mit einem Kubota-Vierzylindermotor V3800-TIEF4 mit 3,8 l Hubraum. Das Drehmoment wird über ein lastschaltbares Wendegetriebe übertragen. Es umfasst sechs Fahrstufen mit zweifacher Lastschaltung in sechs Gruppen und hat dementsprechend 36 Vorwärts- und 36 Rückwärtsgänge.
Statt eines Kreuzgelenks an der Vorderachse überträgt ein Doppelkegelrad das Drehmoment an die Vorderräder, wodurch ein besonders großer Lenkeinschlag von 55 Grad ermöglicht wird. Das Hydrauliksystem besteht aus einer Zahnradpumpe und zwei bis maximal vier mechanischen Steuergeräten (davon eins mit Mengenteiler). Die Zapfwelle bietet zwei Drehzahlen, standardmäßig 540/min oder auf Wunsch 540/min und 1000/min. Die Normdrehzahl erreicht die Zapfwelle bei fast einer Motordrehzahl von 2400/min bzw. 2000/min. Die Fahrzeuge haben ein selbstsperrendes Differenzial an der Vorderachse sowie eine Differenzialsperre an der Hinterachse, zudem Scheibenbremsen in der Hinterachse. Die Zapfwellenbremse wirkt automatisch beim Ausschalten der Zapfwelle und hält die Anbaugeräte an. Die Zapfwellenkupplung kann elektrohydraulisch ein- und ausgeschaltet werden. Achse, Getriebe und Lamellenbremse laufen vollständig im Ölbad.
Die maximale Hublast am Hubende liegt bei 4100 kg. An die Traktoren kann der speziell für diesen Typ entwickelte Frontlader LA1854 angebaut werden. Dieser Frontlader hat zum einfachen An- und Abbau einen Euro-Schnellwechselrahmen für Werkzeuge und einen Multikuppler für die Hydraulikschläuche. Das zulässige Gesamtgewicht der Traktoren beträgt 6650 kg, bei 3950 kg Leergewicht (ohne Frontlader) und 2700 kg Nutzlast.

### M5002-Baureihe
Die M5002-Serie ist die Nachfolgeserie der M5001-Modelle. Die Baureihe umfasst die zwei Modelle M5092 und M5112. Im Gegensatz zum Vorgängermodell hat die M5011-Baureihe vor allem einen leistungsstärkeren neuen V3800-CR-TIE5-Motor mit ebenfalls 3,8 Liter Hubraum. Die maximale Leistung beträgt nun 71/96 kW/PS für den M5092, bzw. 84/115 kW/PS für den M5112. Außerdem ist das Leergewicht auf 3565 kg gesunken. Zudem sind die Wartungsintervalle für den DPF von 3000 auf 6000 Stunden verlängert worden, wobei die Regeneration bei niedrigeren Motordrehzahlen erfolgt.
Darüber hinaus wurden viele technische Elemente von der Vorgängerreihe übernommen. Das Getriebe hat weiterhin 36 Vorwärts- und 36 Rückwärtsgänge. Die Kubota-eigene Vorderachse mit doppeltem Kegelradantrieb wurde beibehalten. Beide M5002-Modelle können nach wie vor mit einem LA1854-Frontlader ausgestattet werden.

## Technische Daten
| Modell                               | M5112 |
| ------------------------------------ | --- |
| Motor                                | Vierzylinder-Dieselmotor Kubota V3800-CR-TI mit Common-Rail-Einspritzung, Abgasturbolader und Ladeluftkühler          |
| Bohrung × Hub                        | 100 mm × 120 mm |
| Hubraum                              | 3769 cm³ |
| Maximale Leistung (ECE R120) kW (PS) | 84 (115) |
| Maximales Drehmoment                 | 363 Nm bei 1500/min                                                                                                   |
| Getriebe                             | Kubota Mech-Hi-Lo; 6 Fahrstufen mit Lastschaltstufen und 3 Gruppen, reversibel (= 36 Vorwärts- und 36 Rückwärtsgänge) |
| Bremsanlage                          | Scheibenbremsen rundherum                                                                                             |
| Bereifung                            | vorne 360/70 R24, hinten 480/70 R34                                                                                   |
| Kraftstoffbehältervolumen            | 105 l Diesel und 12,3 l AdBlue                                                                                        |
| Masse                                | 3565 kg (Grundausstattung mit Kabine)                                                                                 |
| Zulässige Gesamtmasse                | 6650 kg |
| Radstand                             | 2250 mm |
| Bodenfreiheit                        | 550 mm |
| Länge                                | 4045 mm |
| Breite                               | 2130 mm |
| Höhe                                 | 2640 mm |
| Hublasten                            | 4100 kg (Heckkraftheber) 2800 kg (Frontkraftheber)                                                                    |